# Judíos de las montañas
Los judíos de las montañas, son una comunidad judía mizrají y el norte del Cáucaso. Los judíos de las montañas, también conocidos como juhurim, son judíos del Cáucaso oriental y norte, principalmente de Azerbaiyán, y de varias repúblicas de la Federación Rusa: Chechenia, Ingusetia, Daguestán, Karacháyevo-Cherkesia y Kabardia-Balkaria. Los judíos de las montañas incluyen a los judíos de habla persa, junto con los judíos de Irán, Afganistán y Asia central.

## Historia
Los judíos de las montañas, son descendientes de los judíos persas de Irán, y entran dentro de la categoría de judíos mizrajíes. Los judíos de las montañas tomaron forma como comunidad, después de que la Dinastía kayar de Irán, cediera las áreas en las que vivían al Imperio ruso, como parte del Tratado de Gulistán de 1813. Los precursores de la comunidad judía de las montañas, habitaron en el Imperio persa, desde el siglo V a. C.. El idioma hablado por los judíos de las montañas, se llama idioma juhuri, y es un antiguo idioma del suroeste iraní que integra muchos elementos del idioma hebreo antiguo. Se cree que los judíos de las montañas, en el siglo VIII a. C., continuaron emigrando hacia el este, instalándose en las zonas montañosas del Cáucaso. Los judíos de las montañas, sobrevivieron a numerosos acontecimientos históricos, al establecerse en zonas extremadamente remotas y montañosas. Los Juhurim eran conocidos por ser unos consumados guerreros y jinetes. Los judíos de las montañas, son distintos de los judíos georgianos de las montañas del Cáucaso, los dos grupos son culturalmente diferentes, hablan distintos idiomas, y tienen muchas diferencias en costumbres y cultura.